# Іваніщенко Лука Олексійович
Лука Олексійович Іваніщенко (нар. 31 жовтня 1927, село Скородистик, тепер Чорнобаївського району Черкаської області — 29 березня 2005, село Іркліїв Чорнобаївського району Черкаської області) — український радянський діяч, голова колгоспу «Радянська Україна» села Іркліїв Чорнобаївського району Черкаської області, Герой Соціалістичної Праці (8.12.1973). Депутат Верховної Ради УРСР 10—11-го скликань.

## Біографія
З 1943 року — колгоспник, з 1949 року — старший бухгалтер колгоспу «Заповіт Шевченка» Чорнобаївського району.
Закінчив Тальянківський зоотехнікум Тальнівського району Черкаської області.
Член КПРС з 1953 року.
У 1953—1994 роках — голова колгоспу «Радянська Україна» села Іркліїв Чорнобаївського району Черкаської області.
Закінчив Заочну Вищу партійну школу при ЦК КПРС.
У 1994—2005 роках — голова спілки кооперативних власників «Міжгір'я» села Іркліїв Чорнобаївського району Черкаської області.

## Нагороди
- Герой Соціалістичної Праці (8.12.1973)
- орден Леніна (8.12.1973)
- медалі
- заслужений працівник сільського господарства Української РСР